# Koui (Burkina Faso)
Pour les articles homonymes, voir Koui.
Koui est une localité située dans le département de Boussé de la province du Kourwéogo dans la région Plateau-Central au Burkina Faso.

## Géographie
Koui est situé à environ 25 km l'est de Boussé.

## Santé et éducation
Koui accueille un centre de santé et de promotion sociale (CSPS) tandis que le centre médical avec antenne chirurgicale (CMA) de la province se trouve à Boussé.
Le village possède une école primaire publique.